# Félix Faure (stacja metra)
Félix Faure – stacja linii nr 8 metra  w Paryżu. Stacja znajduje się w 15. dzielnicy Paryża. Została otwarta 27 lipca 1937 r.